# Velesmes-Essarts
Velesmes-Essarts település Franciaországban, Doubs megyében. Lakosainak száma 363 fő (2022. január 1.). Velesmes-Essarts Dannemarie-sur-Crète, Grandfontaine, Saint-Vit, Torpes és Osselle-Routelle községekkel határos.

## Népesség
A település népessége az elmúlt években az alábbi módon változott:
| Lakosok száma | 163  | 312  | 318  | 311  | 330  | 338  | 348  | 352  | 350  | 363  |
|               | 1968 | 1982 | 1990 | 2006 | 2013 | 2015 | 2017 | 2019 | 2020 | 2022 |